# Jonathan Wang
Jonathan Wang (Dallas, 28 novembre 1984) è un produttore cinematografico statunitense, noto per aver prodotto Everything Everywhere All at Once.
È il collaboratore e produttore di lunga data del duo di registi Daniels.

## Filmografia

### Cinema
- Plastiki and the Material of the Future, regia di Vern Moen (2011)
- Swiss Army Man - Un amico multiuso (Swiss Army Man), regia di Daniel Kwan e Daniel Scheinert (2016)
- The Death of Dick Long, regia di Daniel Scheinert (2019)
- False Positive, regia di John Lee (2021)
- Everything Everywhere All at Once, regia di Daniel Kwan e Daniel Scheinert (2022)
- The Legend of Ochi, regia di Isaiah Saxon (2025)

### Televisione
- L.A. Rangers - serie TV (2013)

### Cortometraggi
- Engine Block, regia di Joshua Feldman e Patrick Roscoe (2011)
- I Have No Hold on You, regia di Tim Thaddeus Cahill (2012)
- Possibilia, regia di Daniel Kwan e Daniel Scheinert (2014)
- Memory 2.0, regia di Dugan O'Neal (2014)

### Videoclip
- Stand - Lenny Kravitz (2011)
- My Machines - Battles feat. Gary Numan (2011)
- Simple Song - The Shins (2012)
- Warrior - Kimbra feat. Mark Foster & A-Trak (2012)
- Rize of the Fenix - Tenacious D (2012)
- Don't Stop (Color on the Walls) - Foster the People (2012)
- Duquesne Whistle - Bob Dylan (2012)
- She Wolf (Falling to Pieces) - David Guetta feat. Sia (2012)
- Breakn' a Sweat - Skrillex feat. The Doors (2012)
- Play Hard - David Guetta feat. Ne-Yo & Akon (2013)
- Cry Like a Ghost - Passion Pit (2013)
- Turn Down for What - DJ Snake & Lil Jon (2014)
- Tongues - Joywave feat. Kopps (2014)